# Bénigne Le Gouz de Saint-Seine
Ne doit pas être confondu avec Bénigne Le Gouz de Gerland.
Bénigne Le Gouz de Saint-Seine (ou Bénigne Legouz de Saint-Seine, voire Bénigne Le Goux de Saint-Seine), né à Dijon en 1719 et mort à Bâle en 1800, chevalier, marquis de Bantanges, comte de Louhans, seigneur de Saint-Seine-sur-Vingeanne, de Rosières, de Jancigny, de la Tour d'Is-sur-Tille, de Magny-sur-Tille, de Gerland et autres lieux, était un magistrat français (au Parlement de Bourgogne). Bénigne Le Gouz de Saint-Seine est issu d'une famille de la noblesse française.

## Biographie
Bénigne Le Gouz de Saint-Seine naît le samedi 4 mars 1719 à Dijon dans une famille de la noblesse française. Il est sixième des neuf enfants de Bénigne Germain Le Gouz, seigneur de Saint-Seine, président à mortier au Parlement de Bourgogne, âgé de 33 ans, et de Marie Pérard de la Vaivre. Son grand-père paternel est Pierre Le Gouz (1640-1702), conseiller du roi au parlement de Bourgogne et érudit dijonnais. Bénigne est lui aussi reçu conseiller au Parlement de Bourgogne à l'âge de 19 ans, le 24 janvier 1739 : il reprend alors la charge de son grand-père maternel, François Pérard. Trois ans plus tard, à Dijon le 17 juillet 1742, Bénigne Le Gouz épouse Marguerite-Philiberte Gagne (1722-1811), fille de Philibert-Bernard Gagne, président à mortier de ce même parlement. Le 11 mars 1745, il devient à son tour président à mortier. Le couple a douze enfants, dont Marie-Jeanne Le Gouz (1747-1778) qui est mariée le 2 septembre 1766, dans la chapelle de l'hôtel Saint-Seine, à Charles de Brosses, célèbre parlementaire dijonnais veuf depuis cinq ans.

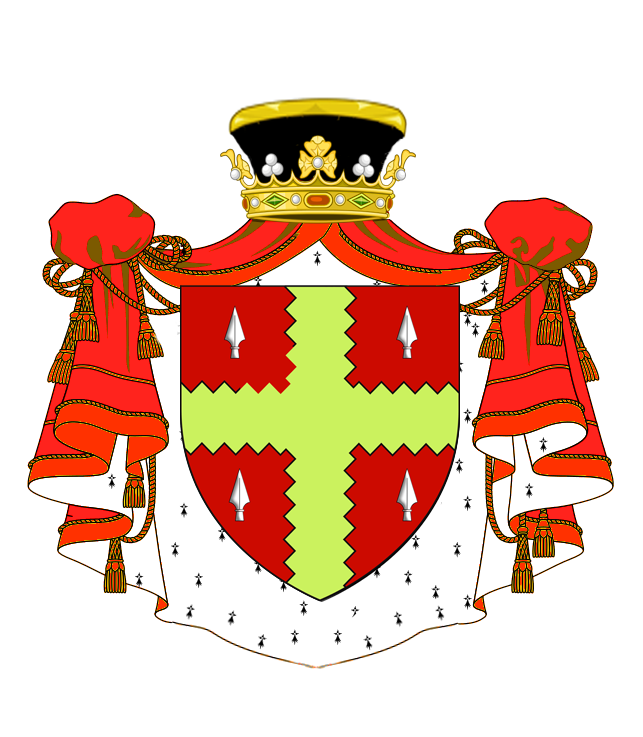
Armes de la famille Le Gouz de Saint-Seine avec manteau de président à mortier

### Le Parlement Maupeou: 1771-1775
Coup de tonnerre le 5 novembre 1771 : le marquis de La Tour du Pin, commandant de la Province, et l'intendant Amelot entrent au Palais et signifient aux chambres assemblées du Parlement que le Roi en son conseil a cassé les arrêts et supprimé tous les anciens offices de présidents, conseillers avocats généraux, procureurs et substituts avec défense aux possesseurs de ces charges d'en exercer les fonctions sous peine de faux. Le lendemain, un nouveau parlement créé par un édit d'octobre 1771 est installé : le Parlement Maupeou. Foisset raconte que Bénigne Le Gouz rentrant chez lui rencontre en chemin un des nouveaux élus. Il a, parait-il, jeté par terre les insignes de son ancienne dignité en disant à un de ses gens : « Fèvre, prenez cela, il n'y a que des valets qui en puissent porter ». Ainsi que plusieurs membres du Parlement, il est exilé sur ses terres : il se retire à Jancigny. En 1774, Louis XVI rétablit les anciens parlements et, le 3 avril 1775, Dijon fête le retour du sien.

### La première présidence: 1777-1789
Le 28 juillet 1777, après la mort du président de Brosses, Louis XVI le nomme Premier président du Parlement de Bourgogne.
À cette occasion, celui-ci offre un grand dîner auquel assiste le prince de Condé. Il le reçoit en plusieurs circonstances (1778, 1781, 1787, 1791), mais si à Dijon, Le Gouz est obligé de mener un train de vie parfois fastueux, étant le deuxième personnage de la Province, il vit à la campagne avec simplicité, conservant les distractions d'un propriétaire soigneux visitant ses fermes, réparant les bâtiments, inspectant les champs.
	De 1777 à 1788, le Parlement de Dijon connut une ère assez agitée. De plus, Le Gouz ne trouve point de successeur pour reprendre sa charge de président à mortier. Comme l'écrit Malteste déjà en 1750 « nos parlements ne sont aujourd'hui ce qu'ils étaient autrefois […]. La noblesse illustrée par les emplois militaires et même celle qui languit obscurément dans ses terres rougirait aujourd'hui de prendre une charge de robe ». Le 11 juin 1788, une lettre de cachet exile Bénigne Le Gouz sur ses terres de Saint-Seine avec défense d'en sortir : d'autres membres du Parlement subissent le même sort.

### L'exil: 1790-1800
Le 3 novembre 1789, par le décret de l'Assemblée Constituante proclamant les Parlements en vacance, le Parlement de Bourgogne est définitivement supprimé. Durant les premiers mois de 1790, Le Gouz est consigné pendant plusieurs semaines à l'intérieur de Dijon avec défense expresse d'en franchir les portes. Tout comme monsieur de La Tour du Pin qui faillit être massacré dans la rue, la situation de Bénigne Le Gouz est périlleuse. Le président de Saint-Seine sentant venir la tempête s'exile volontairement. Il émigre avec sa famille et fixe sa résidence à Fribourg, en mai 1790. Il s'établit dans la maison Diesbach Torny. Entretemps, en 1792 ses biens sont vendus. Fribourg accueille de nombreux émigrés tels que Fortunée Marie d'Este. La vie mondaine est intense malgré les préoccupations données par la progression des armées françaises. Le 2 mars 1798, celle-ci prennent Fribourg, mais le Président et sa famille sont partis à temps et s'installent à Landshut en Bavière. Le 20 août 1800, rentrant en France, Bénigne Le Gouz meurt à l'hôtel du Sauvage, à Bâle, âgé de 81 ans, 5 mois, 3 jours. Il est enterré dans le cloitre de la cathédrale de Bâle, le 22 août. C'est son fils, Barthélemy Le Gouz-Gagne (1763-1828), dernier seigneur de Louhans, qui hérite en 1789 des possessions des derniers Gagne de Perrigny, la famille de sa mère, puis de celles de son père au tournant du siècle.
Dans son livre sur Les parlementaires bourguignons à la fin du XVIIIe siècle, Albert Colombet présente Bénigne Le Gouz de Saint-Seine comme étant un bon et sage administrateur. Cet historien fait pièce aux allégations sur la dureté patricienne d'alors et relate la bienveillance du parlementaire à l'égard de ses fermiers : « bienveillance miséricordieuse et charitable mais avisée. » Bénigne Le Gouz est aussi un fin lettré, poursuit Colombet. Il possède de nombreux manuscrits, en particulier de Claude Morisot, célèbre humaniste dijonnais du début du XVIIe siècle.

## Armoiries
- De gueules à la croix endentée d'or, cantonnée de quatre fers de lance d'argent
- avec manteau de président à mortier.